# Rathaus Ohligs
Das Rathaus Ohligs ist das ehemalige Rathaus der bis 1929 selbständigen Stadt Ohligs, die seither ein Stadtteil der bergischen Großstadt Solingen ist.

## Lage, Bauform, Vorplatz
Das Rathaus Ohligs befindet sich am Beginn der Merscheider Straße (Hausnummer 3) einige hundert Meter östlich des Hauptbahnhofes im westlichen Solinger Stadtteil Ohligs. Es ist umgeben vom ehemaligen Amtsgericht Ohligs (Merscheider Straße 1) und dem ehemaligen Bürgerhaus (Merscheider Straße 5), bildete also ursprünglich ein Verwaltungszentrum aus drei Gebäuden. Die heutige Sauerbreystraße fungiert als Verbindungsweg zwischen Rathaus und Bahnhof mit Unterführung zum Stadtteilzentrum mit der Fußgängerzone Düsseldorfer Straße. An der rückwärtig vorbeiführenden Mankhauser Straße errichtete die evangelische Kirchengemeinde Ohligs 1911/12 ihr evangelisches Gemeindehaus.
Ähnlich dem Rathaus in Dorp (1884/85) weist auch das Rathaus Ohligs Stilelemente in Anlehnung an den (Neo-)Klassizismus mit Neorenaissance-Stuckelementen auf. Es ist jedoch größer als das in Dorp und wird durch seinen Mittelrisalit mit turmähnlichen Charakter dominiert. Der Turm trägt eine Uhr in sich. Die Doppelskulptur auf dem Platz vor dem Rathaus trägt den Namen Lovers (dt. Liebende). Sie wurde im Zuge der Sanierung 2007 bis 2009 von dem portugiesischen bildenden Künstler José de Guimarães geschaffen. Sie stellt zwei stilisierte Köpfe dar, zum anderen zwei Bäume, die für die Verwurzelung der Gebäude mit Ohligs stehen sollen. Die Farben Blau und Gelb sind die Solinger Stadtfarben.

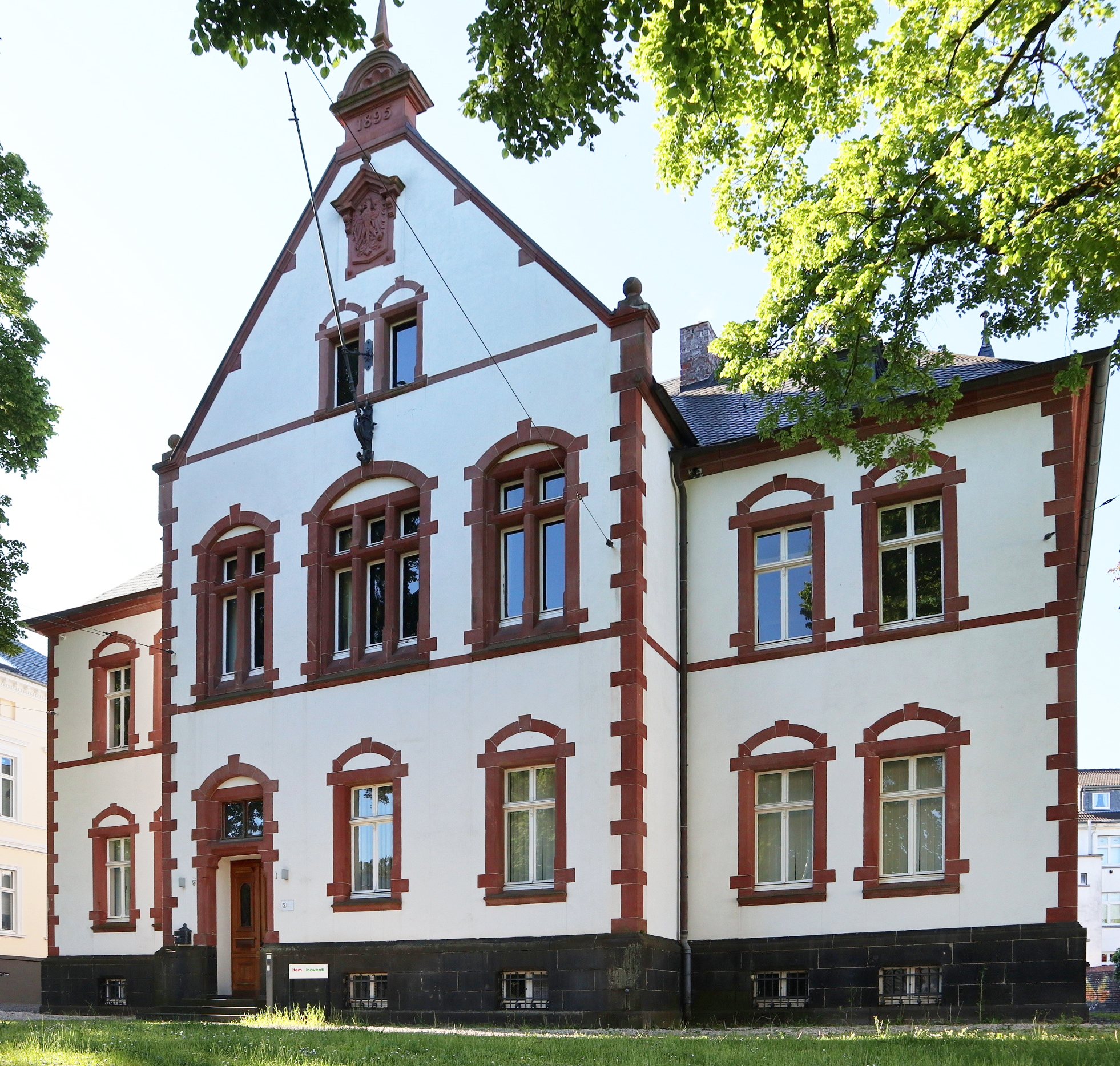
Amtsgericht
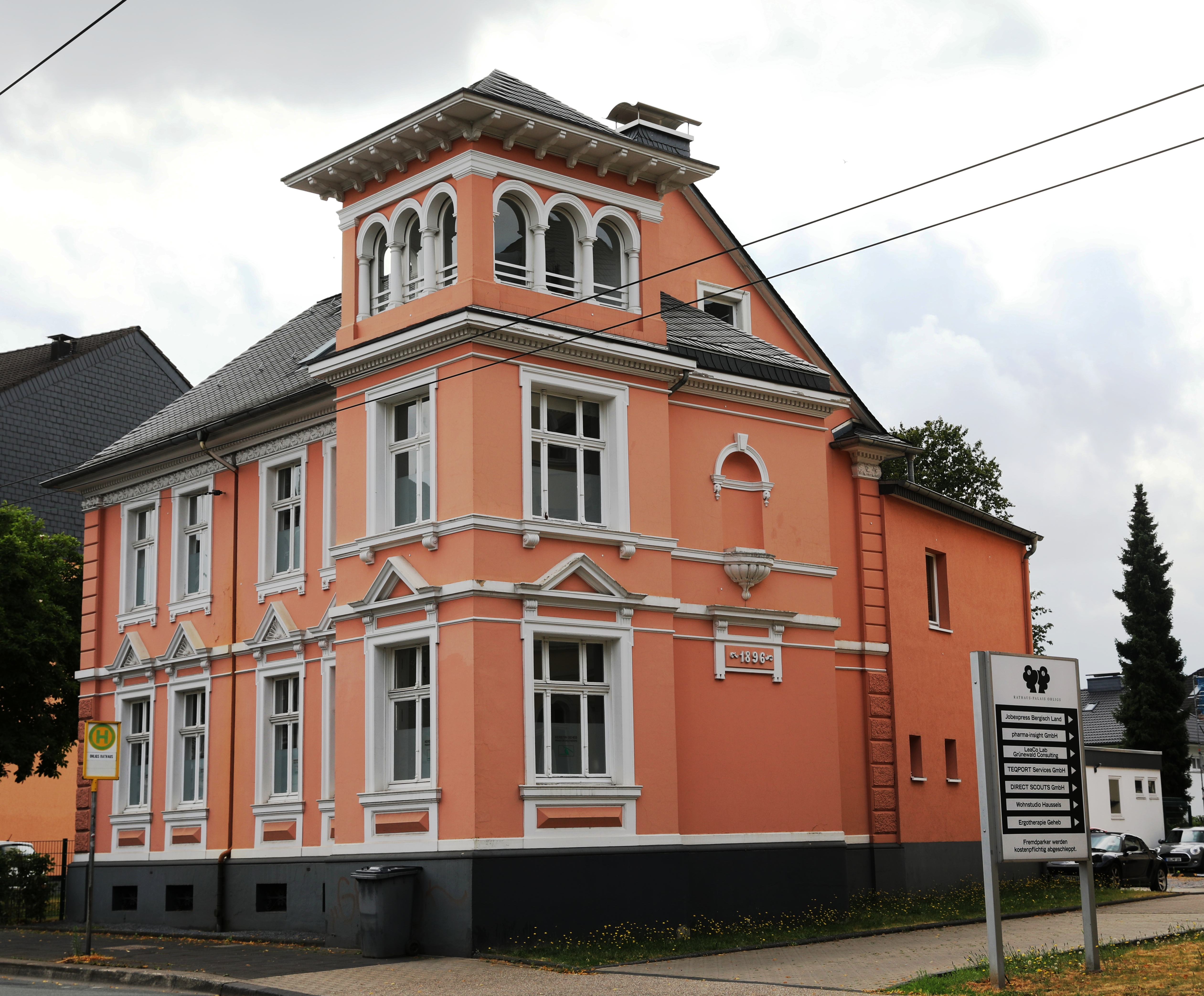
Bürgerhaus
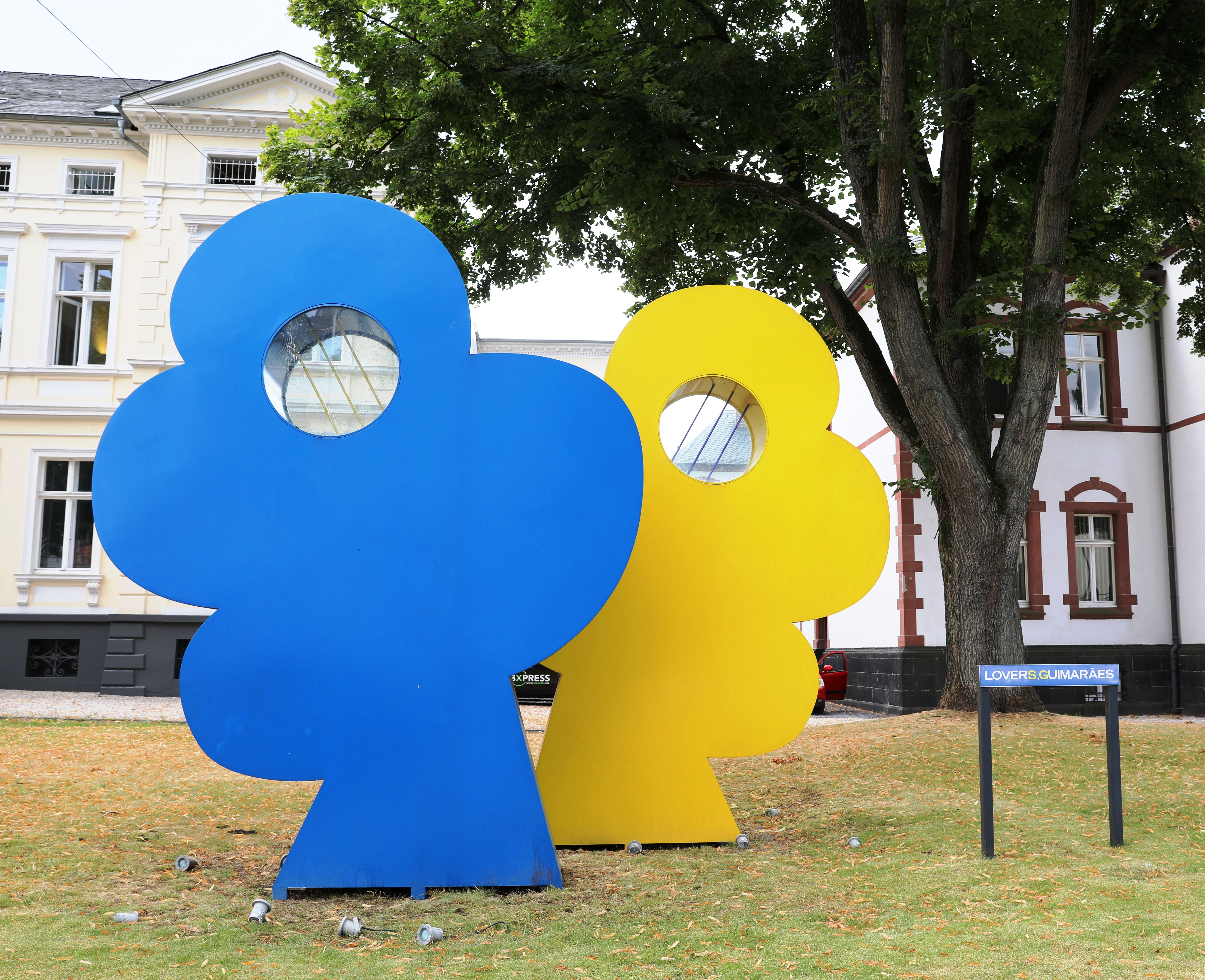
Skulptur Lovers vor dem Rathaus

## Geschichte

### Vorgeschichte

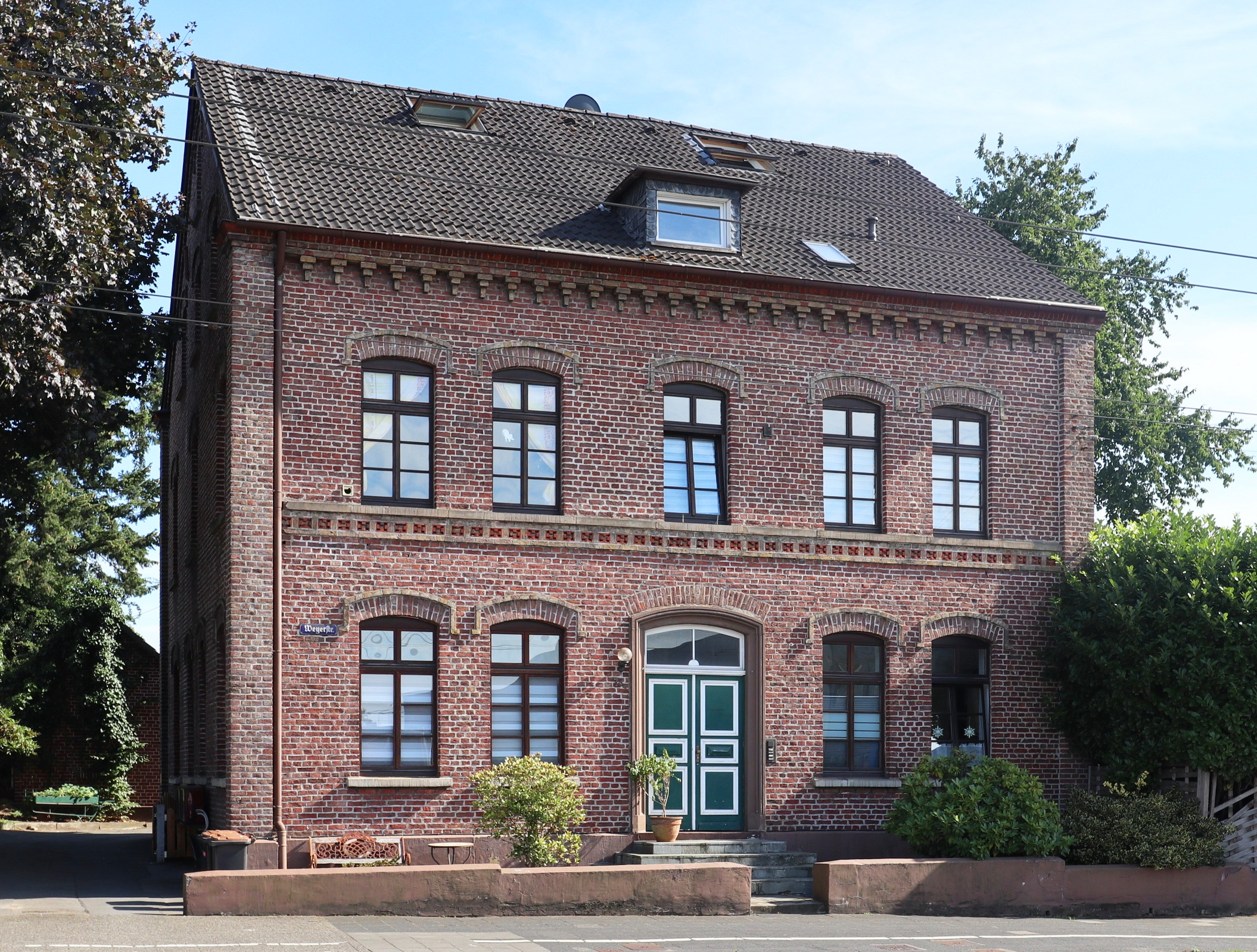
Erstes Ohligser Gemeindehaus an der heutigen Weyerstraße

Zu Beginn des 19. Jahrhunderts war Ohligs nicht mehr als einer von vielen verstreut liegenden Höfen in ländlich geprägtem Umfeld am Übergang des Bergischen Landes in das Rheinland. Das größte Dorf im Umkreis, Merscheid, wurde Namensgeber der unter französischer Verwaltungsgliederung neu geschaffenen Mairie, der späteren Bürgermeisterei Merscheid. Die Anforderungen an die Gemeindeverwaltung waren zu dieser Zeit noch gering. Die Amtsgeschäfte des Bürgermeisters wurden oft in angemieteten Räumen in dessen Privatwohnung erledigt, für Gemeindesitzungen wich man in nahe gelegene Wirtschaften aus. Das seit Anfang des Jahrhunderts ansteigende Bevölkerungswachstum führte schließlich dazu, dass am 24. September 1856 Merscheid das Stadtrecht erhielt.
Für die Dienstwohnung des Bürgermeisters, Büros, Trauzimmer und Sitzungssaal sollte 1867 erstmals ein Gemeindehaus errichtet werden. Die Grundsteinlegung für das 16.500 Mark teure Gebäude, ein schlichter Ziegelbau an der damaligen Walder Straße (heute Weyerstraße, oberhalb der Hofschaft Engelsberg) erfolgte am 16. September 1867. Es wurde bis 1876 von der Gemeinde genutzt und steht seit 1987 unter Denkmalschutz. Die Gemeindeverwaltung zog unter Bürgermeister Theodor Kelders ab 1881 in ein neues Gebäude unweit des Bahnhofes in Ohligs, dorthin verlagerte sich mehr und mehr der Schwerpunkt der Stadtgemeinde bei Wohn-, Gewerbe- und Industrieneubauten. Die Straße entlang des neuen Gemeindehauses erhielt daraufhin den Namen Rathausstraße, der am 26. April 1935 nach dem letzten Ohligser Bürgermeister in Sauerbreystraße geändert wurde.

### Bau des Rathauses
Bedingt durch den Zuwachs an Fabriken wie Bremshey, die wiederum neue Arbeitskräfte anzogen, wuchs die Stadt gegen Ende des 19. Jahrhunderts stärker als jemals zuvor. Grund genug für die Verantwortlichen, den Neubau eines größeren Verwaltungsdomizils zu planen. Das Rathaus sollte ebenfalls in der Nähe des Bahnhofes errichtet werden, der sich immer mehr als neues Zentrum der Stadt herausbildete. Der Beschluss zum Bau des neuen Rathauses wurde am 13. Mai 1890 gefasst, die Pläne erstellte Stadtbaumeister Otto Franz. Auf einem an der Merscheider Straße gelegenen Baugrundstück entstand bis Sommer 1891 das Rathaus als zweigeschossiges Verwaltungsgebäude mit Stilelementen des Klassizismus. Es konnte zum 1. August 1891 bezogen werden und wurde am 10. August 1891 feierlich eingeweiht. Auch Paul Martin Trommershausen, der seit dem Jahre 1889 das Bürgermeisteramt innehatte, zog in eine Dienstwohnung im neuen Rathaus.

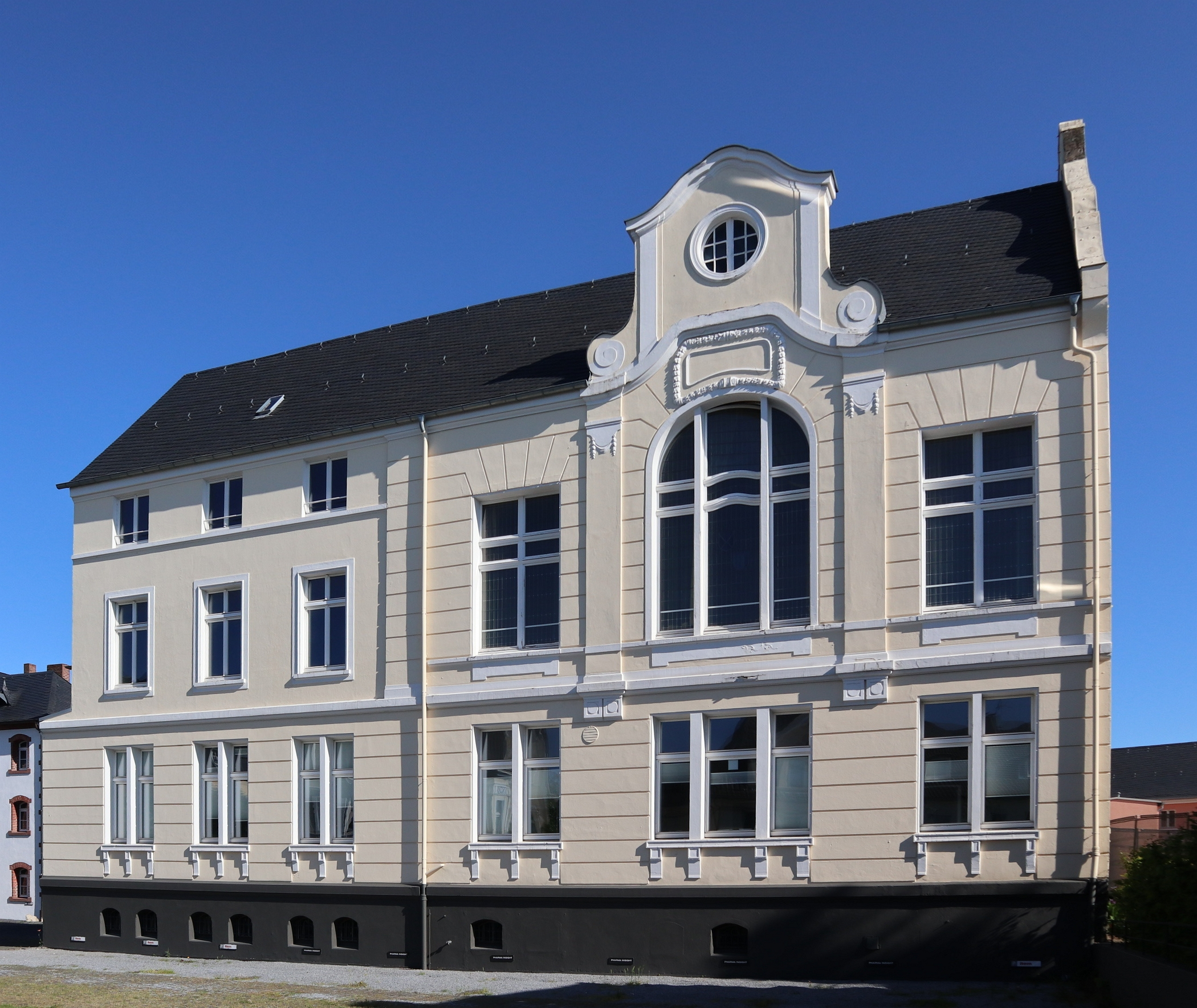
Rückwärtiger Anbau mit Blick auf den ehem. Ratssaal (großes Rundbogenfenster)

Am Folgetag der Einweihung des neuen Rathauses wurde die Entscheidung der Umbenennung der Stadtgemeinde von Merscheid in Ohligs per kaiserlichen Erlass genehmigt. Das Umfeld des neuen Rathauses entwickelte sich ebenfalls in den Folgejahren. 1893 wurde auf dem Vorplatz ein Kaiserdenkmal eingeweiht. Im Jahre 1895 errichtete man rechts neben dem Rathaus das Gebäude des Ohligser Amtsgerichtes, 1896 wurde auf der linken Seite das Bürgerhaus errichtet, wodurch ein geschlossenes Verwaltungszentrum der Stadt Ohligs entstand. Bedingt durch das rapide Wachstum der Stadt wurde auch das neue Rathaus bald wieder zu klein, so dass in den Folgejahren (1896 und 1904/05) das Rathaus noch mehrfach durch Anbauten erweitert wurde. Der Stadtratssaal entstand erst durch die Erweiterung 1904/05 in seiner jetzigen Form.

### Eingemeindung und anschließende Nutzung
Gegen den Willen der Ohligser Stadtverordneten wurde die Stadt Ohligs mit Höhscheid, Gräfrath, Wald und der Stadt Solingen mit Wirkung zum 1. August 1929 zur neuen Großstadt Solingen zusammengeschlossen. Unter Ohligs letztem Bürgermeister Paul Sauerbrey wurde im Juli 1929 die letzte Ratssitzung im Ohligser Rathaus abgehalten.
Die in allen Stadtteilen verstreut liegenden ehemaligen Rathäuser wurden in der Folgezeit als dezentrale Standorte der Solinger Stadtverwaltung genutzt. So zog in das ehemalige Rathaus in Ohligs das städtische Wohlfahrtsamt ein, in der damaligen Zeit einer der wichtigsten und größten Teile der gesamten Verwaltung. Nach der Machtübernahme durch die Nationalsozialisten 1933 quartierte man die Gegner des Systems unter anderem auch in den Gefängniszellen im Keller des Ohligser Rathauses sowie des benachbarten Amtsgerichtes ein. Während des Zweiten Weltkriegs wurden im Keller des Rathauses Schutzräume eingerichtet.:S. 54

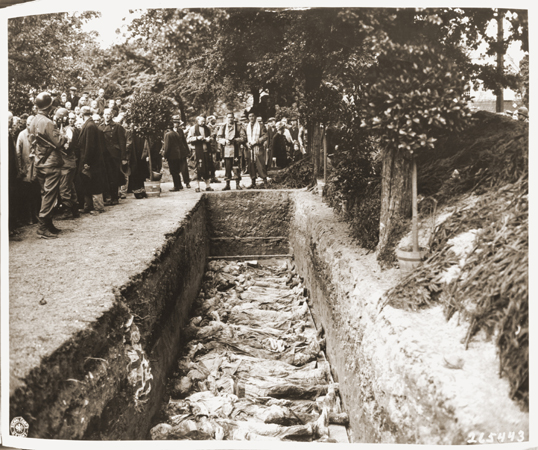
Beisetzung der von den Nazis ermordeten Menschen vor dem Ohligser Rathaus

Bei dem nationalsozialistischen Endphaseverbrechen am Langenfelder Wenzelnberg an der Stadtgrenze zu Solingen-Ohligs wurden 71 von den Nazis inhaftierte Menschen durch die Gestapo erschossen. Die bei diesem Massaker in der Wenzelnbergschlucht im April 1945 getöteten Personen wurden in einem Massengrab vor dem Ohligser Rathaus begraben. Erst 1965 wurden die dort bestatteten Menschen in eine neue Grabstätte am Wenzelnberg umgebettet.:S. 55
Neben einer Zweigstelle der Stadtverwaltung wurde im ehemaligen Rathaus in Ohligs auch ein Polizeiposten sowie eine Stadtteilbibliothek eingerichtet. Um Platz für zusätzliche Büros zu schaffen, wurde 1960 der Ratssaal durch bauliche Veränderungen in mehrere einzelne Räume aufgeteilt. Am 6. Januar 1987 wurde das Ensemble um das Ohligser Rathaus mit dem ehemaligen Amtsgericht und dem Bürgerhaus in die Solinger Denkmalliste aufgenommen. Nach Beschluss der Bezirksvertretung Ohligs/Aufderhöhe 1998 kam es zu Beginn des neuen Jahrtausends mit Fördermitteln aus der Denkmalstiftung Nordrhein-Westfalen zur aufwendigen Wiederherstellung des alten Ratssaals.:S. 56
Der schließlich im Jahre 2008 fertiggestellte Neubau des Rathauses im Solinger Stadtteil Mitte eröffnete die Perspektive, viele dezentrale Standorte der Verwaltung aufzugeben und die dort untergebrachten Stadtdienste im neuen Rathaus zu konzentrieren. Ziel von Politik und Verwaltung war es, die laufenden Unterhaltungskosten um ein Viertel zu senken und nicht mehr benötigte Gebäude, von denen viele einen Investitionsstau aufwiesen, veräußern zu können. Der Vermögensbetrieb der Stadt Solingen vermarktete daher auch das Gebäudeensemble um das ehemalige Rathaus in Ohligs. Am 30. September 2006 erwarb der Solinger Unternehmer Jörg Föste die Objekte für insgesamt 1,3 Millionen Euro. Der im ehemaligen Rathaus und dem angrenzenden Amtsgericht untergebrachte Stadtdienst Soziales sowie die Stadtkasse verblieben bis zur Fertigstellung des neuen Rathauses im September 2008 als Mieter in den Gebäuden. Die etwa 100 Bediensteten zogen zwischen dem 19. und dem 21. September 2008 aus den Gebäuden aus. Bereits ab 2007 begann der neue Eigentümer mit der umfassenden Sanierung des Gebäudeensembles.:S. 58ff. Die Sanierungsarbeiten wurden nach anderthalb Jahren im Sommer 2009 abgeschlossen. Föste hatte zu diesem Zeitpunkt insgesamt 4 Millionen Euro investiert und dabei auch die ehemalige Bürgermeisterwohnung originalgetreu restaurieren lassen.

### Heutige Situation
Seither beherbergt der Gebäudekomplex mit insgesamt 4.500 Quadratmetern Nutzungsfläche die Räumlichkeiten von mehr als einem halben Dutzend gewerblichen Mietern, darunter verschiedene Büros und ein medizinisches Zentrum. Im Jahre 2020 waren alle Räumlichkeiten belegt, bis auf den ehemaligen Ratssaal, der als Veranstaltungsraum genutzt wird. Zuvor hatte unter anderem die Solinger Firma Codecentric einen Großteil der Räumlichkeiten genutzt, bevor sie Ende 2016 in den Neubau auf dem Buschmann'schen Gelände zwischen Hauptbahnhof und Galileum zog.